# Arturo Torres (político)
Arturo Torres (1897-1968), fue un abogado, historiador y político argentino.

## Biografía

### Vida privada y familia
Arturo Torres nació en Córdoba en 1897, bajo el nombre de Regino Arturo, aunque toda su vida adulta sería amistosamente conocido en el ambiente político cordobés como “Capitán Veneno”, por la obra homónima del escritor español Pedro Antonio de Alarcón.
Su padre Wilfrido S. Torres, fue un radical de la primera hora en la Provincia de Córdoba, ocupando el cargo de concejal de la ciudad capital en varias ocasiones hacia el cambio de siglo, y llegando a ser elector de presidente en las elecciones nacionales de 1922. Era hermano de Wilfrido Torres (hijo), también político radical cordobés de bajo perfil, y de Carlos Torres, padre del reconocido sindicalista Elpidio Torres.
Murió sin dejar descendencia a los 70 años de edad, mientras visitaba a un amigo en la ciudad de Villa Dolores.

### Educación y actividad académica
Los primeros años del secundario asistió al Colegio Incorporado de San José de Villa del Rosario, para luego pedir admisión en el Colegio de la Inmaculada Concepción de Santa Fe. En 1917, finalmente egresa como Bachiller del Colegio Santo Tomás de la ciudad de Córdoba.

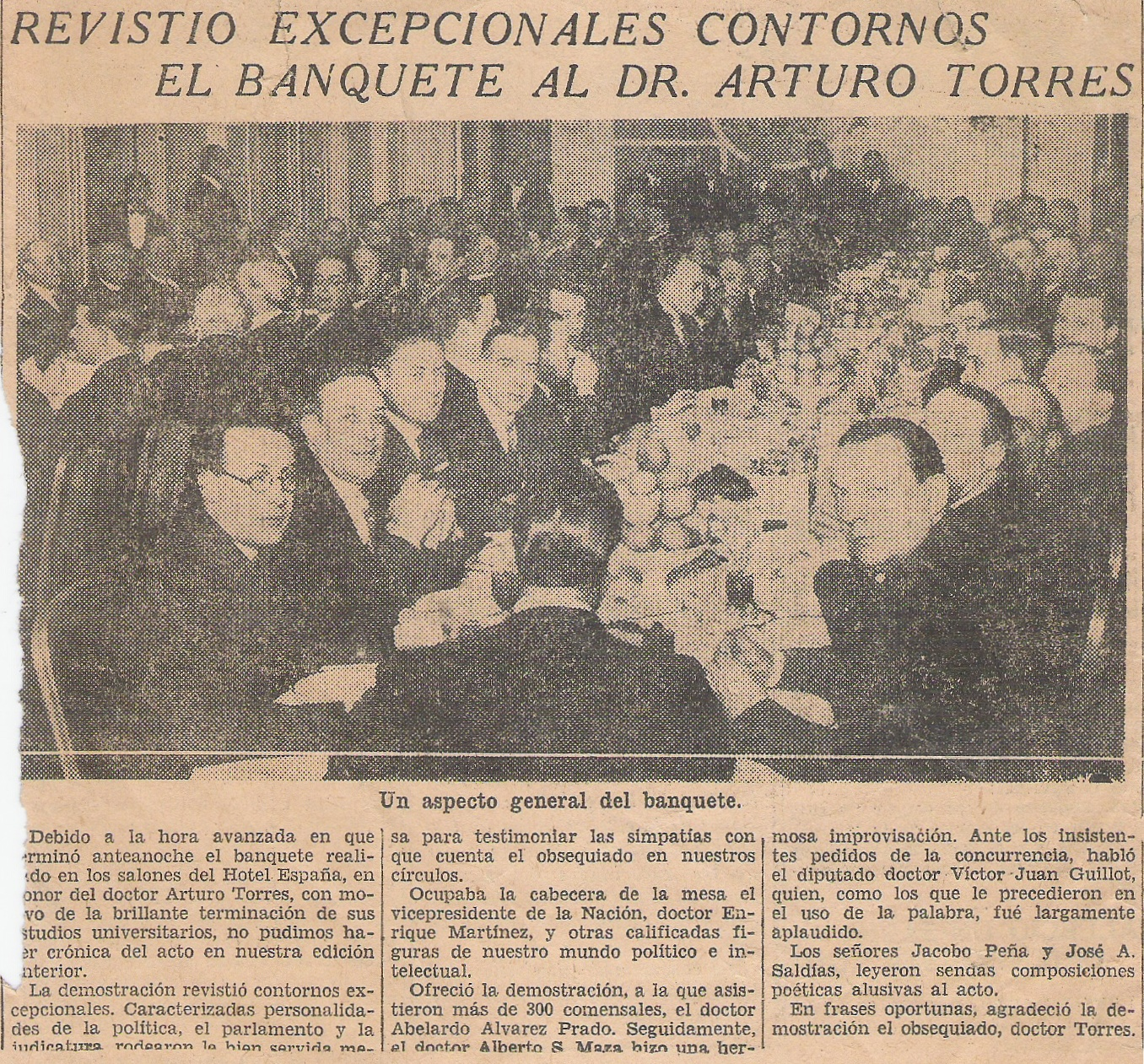
El homenaje al Dr. Torres en Buenos Aires, encabezado por el vicepresidente Enrique Martínez, según lo reflejó un periódico de la Capital.

Años después decide iniciar sus estudios en Derecho, los cuales debe continuar en la Universidad Nacional de La Plata debido a su cargo en el Senado de la Nación. La finalización de dichos estudios en 1930 fue motivo para que sus amistades y correligionarios organizasen tanto en Córdoba como en Buenos Aires sendas demostraciones en su nombre. Entre los firmantes de la invitación a la cena que se realizaría en el Hotel Bristol de la ciudad de Córdoba, se encontraban entre otros, el entonces Intendente Américo Aguilera, y el Subsecretario de Hacienda de la Provincia Dr. Donato Latella Frías. Mientras tanto, el agasajo porteño en los salones del Hotel España sería encabezado por el Vicepresidente Enrique Martínez, acompañado del Ministro del Interior de la Nación Elpidio González, el ministro de Relaciones Exteriores Horacio Oyhanarte, entre otras personalidades políticas del momento.
Reconocido por su interés en la historia cordobesa, el 30 de abril de 1941 el Ministerio de Gobierno e Instrucción Pública lo designó por  decreto como Vocal de la Junta Provincial de Historia de Córdoba que estaba creándose, lo que lo convirtió en uno de sus miembros originales. Dos semanas más tarde, con el propósito de conocer la situación legal de todos los repositorios oficiales existentes en la Provincia, se creó una subcomisión que encargó al Dr. Torres la investigación de los respectivos de la Legislatura, de Municipalidades y Jefaturas, y el de Policía y Penitenciaría. En junio de 1943, fiel a sus principios democráticos, y debido a que la Junta de Historia dependía en forma directa del gobierno provincial, presentó su renuncia como miembro tras el triunfo de la Revolución liderada por los generales Rawson y Ramírez, y antes que Justo Salazar Collado asumiese como Interventor Federal de facto en la Provincia de Córdoba. Volvería a incorporarse a la Junta en junio de 1965 luego de haber sido auspiciado su ingreso, junto al de su amigo Latella Frías, por quien entonces encabezaba la Junta, Alfredo N. Velázquez Martínez, pero presentaría nuevamente su renuncia tras el golpe militar que derrocó al presidente Illia.
Casi simultáneamente con su ingreso inicial a la Junta Provincial de Historia, Arturo Torres fue designado Miembro Académico de la Academia Americana de la Historia en diciembre de 1941, después de haber obtenido dos meses antes la medalla de oro en el V Congreso Interamericano de Historia y Geografía por su monografía Noticias sobre la educación pública en Córdoba.

### Actuación Política
Dando sus primeros pasos en la política de la mano de su padre y su hermano mayor Wilfrido, quien ya había participado activamente en la revolución radical de 1905, Arturo Torres ingresó en la Juventud Radical en su adolescencia, interviniendo con el tiempo en los comités de la capital. Para 1922, ya había entablado una relación con el candidato a vicepresidente Elpidio González, por lo que integró la comitiva que recorrió algunos puntos de la Provincia de Córdoba realizando actos proselitistas de cara a las siguientes elecciones nacionales. La estrecha amistad que lo uniría a González no cesaría hasta el fallecimiento de éste, acaecido en 1951; ese mismo año, Torres publicaría Elpidio González – Biografía de una Conducta, que cosechó positivas críticas en la prensa escrita y entre sus correligionarios. La obra incluía además una semblanza del escritor Arturo Capdevila. Previo a su fallecimiento, Elpidio González prologaría otra publicación de Torres, Semblanza de Yrigoyen, que vio la luz también en 1951.
En 1928, comprometido con la contienda electoral por el Ejecutivo provincial, Arturo Torres recibió por parte del Gobernador electo Enrique Martínez la designación como su Secretario Privado, posición en la que lo mantuvo cuando hubo de reemplazar al recientemente fallecido vicepresidente electo Francisco Beiró en el Ejecutivo nacional, secundando a Hipólito Yrigoyen. Torres continuaría en esa posición hasta el 6 de septiembre de 1930, fecha en que el Golpe de Estado encabezado por el General José Félix Uriburu depuso a Martínez, quien desde el día anterior ejercía la Presidencia de la Nación interinamente por razones de salud de Yrigoyen. Actuando como Secretario del Presidente en curso, Arturo Torres probablemente se encontraba en la Casa de Gobierno en esos momentos de crisis, convirtiéndose en un actor y espectador privilegiado de la situación.
Tras el golpe militar, no volvería a intervenir en política hasta el 17 de mayo de 1936, fecha en que fue designado en igual cargo por el electo Gobernador radical Amadeo Sabattini. Dos años más tarde, se postularía como candidato a senador provincial por el Departamento Santa María, aunque no ganaría las elecciones. Sin embargo, ese mismo año ingresó de igual modo a trabajar al Honorable Senado de la Provincia de Córdoba como Secretario del cuerpo junto al Dr. Hugo Vaca Narvaja. Desde esa posición, con motivo del 70.º aniversario del Senado, hizo una breve reseña sobre su historia y un detalle de todos los miembros que lo integraron. La investigación fue publicada en 1941 bajo el título El setenta aniversario de la Cámara de Senadores de la Provincia de Córdoba.
Los años que siguieron al Golpe de Estado de 1943 significaron el alejamiento de Torres de los primeros planos de la política local y nacional, pero su ausencia se vio contrarrestada por la publicación de varios libros de carácter histórico-legal. El primero de ellos fue La Constitución de Córdoba – Estudio Histórico, que salió a la venta ese mismo año de 1943, seguido tres años más tarde por Antecedentes del Reglamento de 1821, un breve tratado sobre el Reglamento Provisorio promulgado durante la gobernación de Juan Bautista Bustos. Finalmente, en 1948 lanzaría Organización Administrativa de Córdoba – Sus antecedentes históricos y legales, un estudio sobre las jurisdicciones y departamentos de la Provincia.
Su única intervención política de este período sucedió en diciembre de 1948, cuando fue elegido Convencional Nacional Constituyente por la Unión Cívica Radical, cargo al que renuncia a través de una misiva enviada al Dr. Arturo Illia, a la sazón presidente del partido a nivel provincial.

"Doy a la renuncia que le envío el carácter de indeclinable porque mi decisión es irrevocable y que no podrá ser modificada por ninguna resolución de las autoridades partidarias. Quiero que lleguen a dicha convención nuevos valores. Por otra parte, la forma especial en que fui incluido en la lista, a lo que no pude negarme, por las circunstancias también especiales del partido y la muy honrosa de ser solicitado por los dirigentes radicales encabezados por el eminente ciudadano don Elpidio González, hicieron que aceptase en una hora difícil (…)"

En 1 de mayo de 1958, el día que el país retornaba al orden democrático con la asunción a la presidencia de la Nación de Arturo Frondizi, Arturo Torres regresaría a su actividad política en el cargo de prosecretario del bloque de la Unión Cívica Radical del Pueblo de la Cámara de Senadores de la Provincia, llegando luego al de Secretario del mismo en 1960. A mediados de ese año, obtendría su jubilación tras 21 años de servicios efectivos, aunque seguiría participando activamente en la política en cada ocasión en que era requerido por el partido, hasta el día de su muerte, el 16 de junio de 1968.

### Homenajes
En el año 1984, durante el gobierno radical de Eduardo Angeloz, se sancionó el proyecto de ley por el cual la Biblioteca de la Legislatura de la Provincia de Córdoba pasaría a llamarse Dr. Arturo Torres en su honor.

## Obras

### Libros
- El Setenta Aniversario de la Cámara de Senadores de la Provincia de Córdoba, 1941
- La Constitución de Córdoba – Estudio Histórico, 1943
- Antecedentes del Reglamento de 1821, 1946
- Organización Administrativa de Córdoba – Sus antecedentes históricos y legales, 1948
- Elpidio González – Biografía de una Conducta, semblanza de Arturo Capdevila, 1951

### Folletos
- Semblanza de Yrigoyen, prólogo de Elpidio González, 1951
- El 50º Aniversario de la Polémica Yrigoyen – Molina, 1959